# Ex Embajada de Argentina en Chile

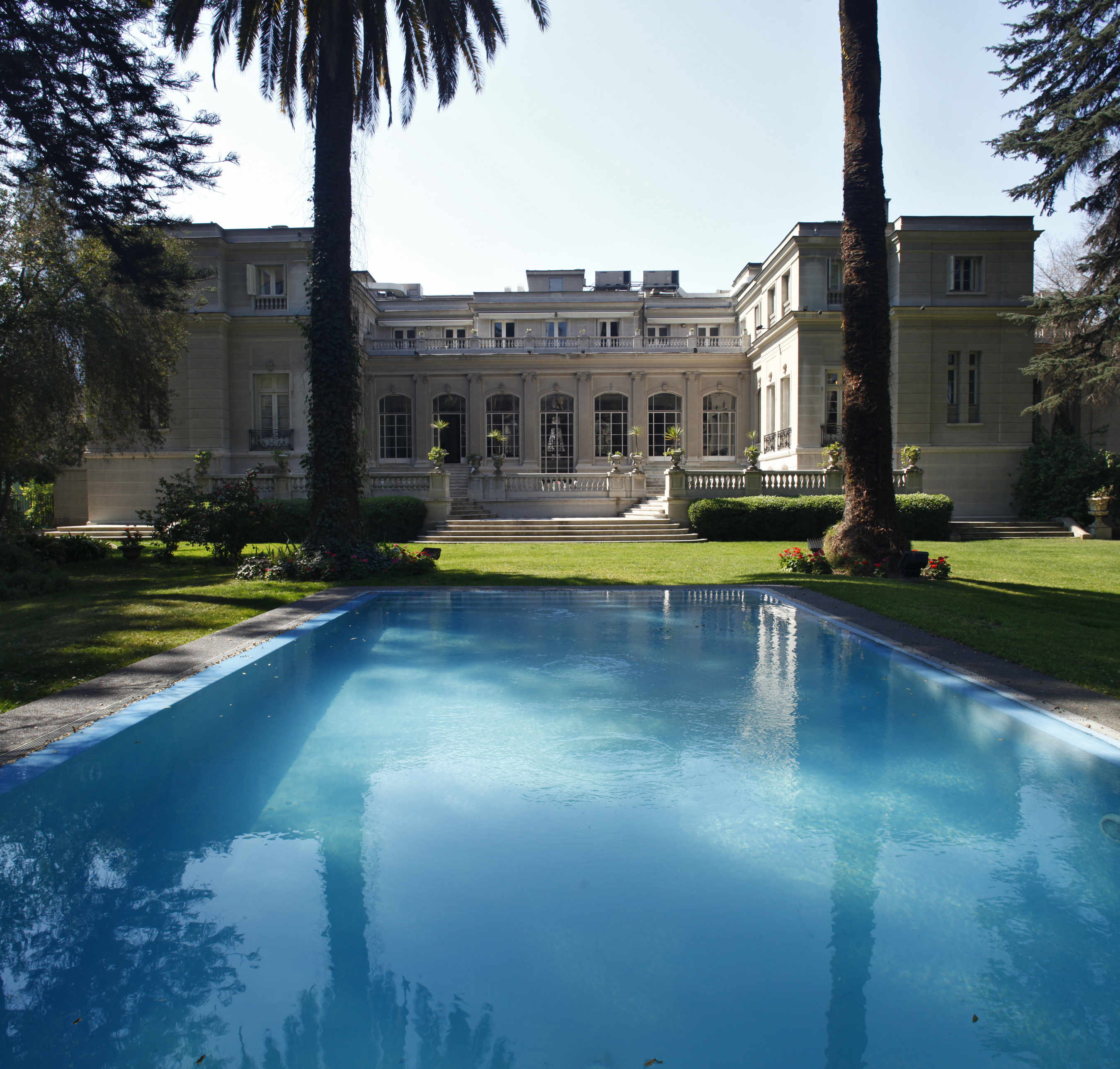
Vista de la fachada trasera de la ex embajada.

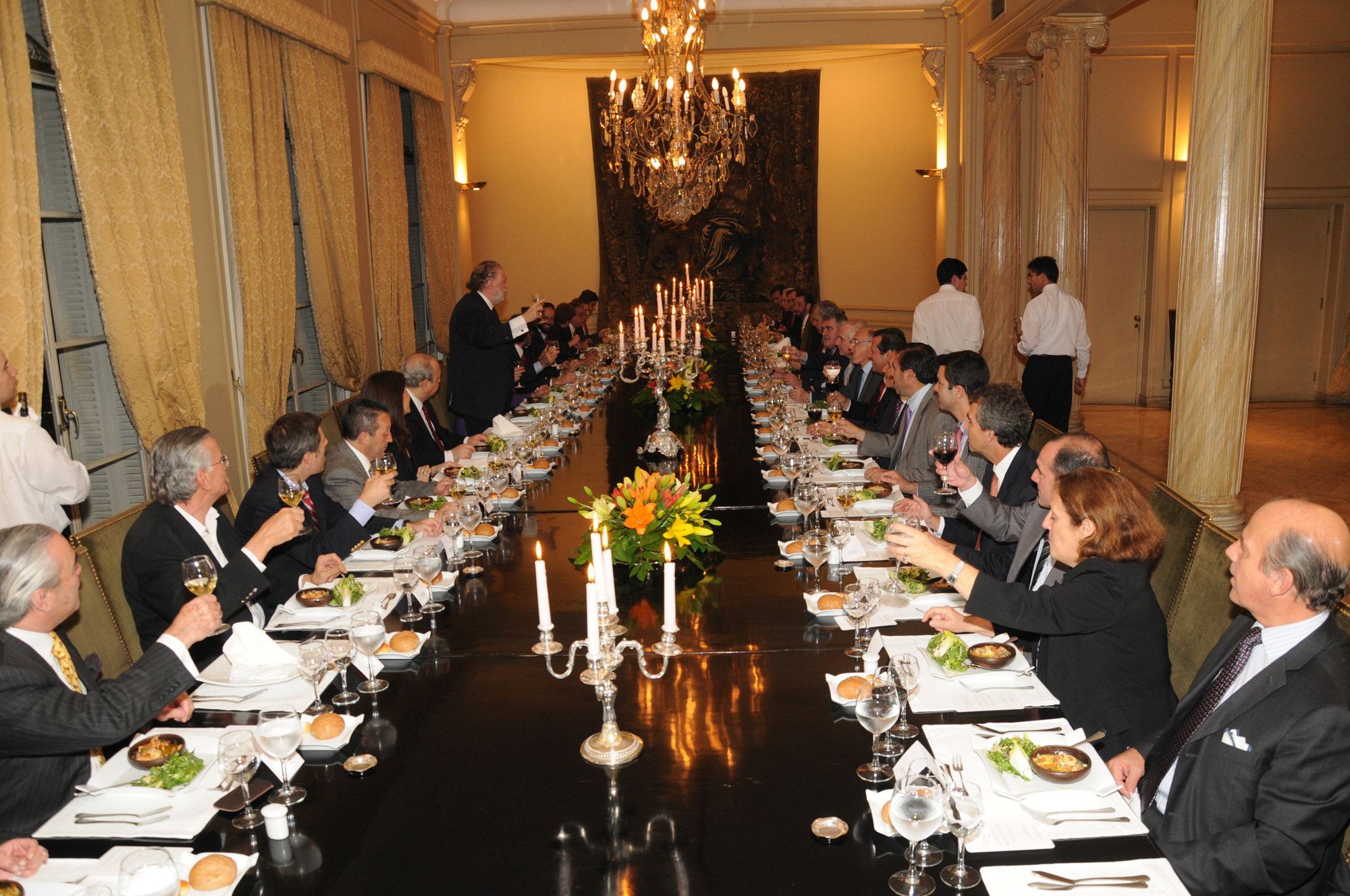
Recibimiento al Embajador de Argentina, 2011.

La ex Embajada de Argentina en Chile es un edificio ubicado en la Avenida Vicuña Mackenna, cerca de la Plaza Baquedano, en el centro de la ciudad de Santiago, Chile, donde funciona el Consulado General de la República Argentina en Santiago. Fue declarado Monumento Nacional de Chile, en la categoría de Monumento Histórico, mediante el Decreto nº 673, del 24 de julio de 2003.

## Historia
Luego de una serie de desencuentros entre Chile y la Argentina, que terminaron de buena forma con el Abrazo del Estrecho en 1899 y los Pactos de Mayo en 1902, el 25 de mayo de 1912 el gobierno chileno entregó a la Argentina en un acto de reciprocidad un predio en la Avenida Vicuña Mackenna, llamada en esos años Camino de Cintura. Por su parte Argentina le entregó a Chile el 18 de septiembre de ese año un palacio en la calle Esmeralda, en Buenos Aires.
El lugar donde se ubicaba era el límite de la ciudad, ubicándose en sus cercanías el Hospital de San Borja y la estación Providencia del Ferrocarril de Circunvalación. En el terreno se ubicaba un chalet de propiedad de la familia Nieto, y la sede de un club de tenis, que fueron utilizados como residencia del embajador y de la cancillería argentina, hasta el 7 de julio de 1943, cuando un incendio destruyó los inmuebles. El alcalde de la ciudad ofreció a la delegación argentina ocupar el Palacio Cousiño o el Club Militar, sin embargo decidieron ocupar momentáneamente el Hotel Carrera.
El gobierno de Chile, a través del Ministerio de Obras Públicas, se hizo cargo de la reconstrucción, llamando a un concurso público que fue ganado por los arquitectos Alfredo Johnson y Carlos Feuersein. El edificio fue inaugurado el 25 de mayo de 1959.

## Descripción
El edificio se encuentra al centro del terreno, desarrollándose en tres plantas con un estilo neoclásico de la Escuela de Bellas Artes de París. Cuenta con un jardín trasero con una piscina. De estilo francés el edificio cuenta con un gran salón, con cinco puertas de acceso. Su fachada poniente destaca por grandes ventanales, y contiguo al salón comedor se ubica una terraza.